# Slip Carr
Slip Carr, född 9 juni 1899, död 3 juli 1971, var en australisk friidrottare. Han deltog vid olympiska sommarspelen 1924.